# Karin Johansdotter
Karin Johansdotter, död efter 1605, var en svensk katolsk nunna och trädgårdsmästare. Hon var den sista nunnan som levde kvar i Sverige efter reformationens slutliga stängning av Vadstena kloster på order av hertig Karl år 1595.

## Biografi
Karin Johansdotter var nunna av birgittinorden i Vadstena kloster då detta kloster slutgiltigt stängdes på order av hertig Karl år 1595. Av de elva nunnor som då fanns kvar i klostret lämnade åtta Sverige tillsammans med den sista abbedissan, Katarina Olofsdotter, och reste till Marienbrunn, ett annat birgittinkloster i Danzig i Polen.
Samtida dokument räknar upp de kvarvarande nunnorna år 1595, och vad som skedde med dem vid klostrets stängning: abbedissans medhjälpare Elin Eriksdotter, samt Ingrid Jansdotter, Ingrid Persdotter, Ingeborg Persdotter och Margaretha Mattsdotter följde med henne till Polen. Ingegerd Månsdotter och Karin Johansdotter stannade kvar i klostret med 14 tjänare under fogdens överhöghet, medan Kerstin Persdotter "blifver hos Lars Jönsson", Margreta Jacobsdotter "blifver hos Jon Larsson" och Anna Larsdotter "blifver hos Daniel Hansson". Av de tre sistnämnda, som uppenbarligen bosatte sig hos privatpersoner, blev en gift med en ung officer som var kammarsven till Karl IX och en annan anställdes som kammarjungfru hos Kristina av Holstein-Gottorp.
Endast två nunnor fick kvarstanna i själva klostret. Karin Johansdotter fick tillåtelse att stanna kvar i klostret för att ta hand om dess trädgårdsanläggning, samt, uppenbarligen, nunnan Ingegerd Månsdotter, som uppges som "gammal". Hon hade som sådan arbetstiteln "nyckelpiga". Karin var trädgårdsmästare i tio år, och var under denna tid den enda kvarvarande nunnan i Sverige.
I mars 1605 ställdes Karin inför tinget anklagad för att ha stulit kläder, mässing och tenn från det före detta klostret. Hon erkände att hon hade klättrat in i klostrets textilförråd via ett fönster nära taket och stulit av tygerna. Hon dömdes för stöld, men på allmän begäran, samt rättens hänsyn till att hon var mor till ett spädbarn, begränsades straffet till förlust av hennes anställning och förvisning från Östergötland.